# スケバン刑事II 少女鉄仮面伝説
『スケバン刑事II 少女鉄仮面伝説』（スケバンデカツー しょうじょてつかめんでんせつ）は、1985年11月7日から1986年10月23日まで毎週木曜日19:30 - 20:00に、フジテレビ系で放送された日本の学園ドラマ。主演は南野陽子。
和田慎二の漫画『スケバン刑事』を原作としたテレビドラマの第2作である。翌1987年には株式会社セガ・エンタープライゼス（後のセガ）からセガ・マークIII用の同名ゲームソフトも発売された。
本稿ではこのゲームソフトに加え、後日談となる1987年公開の劇場映画『スケバン刑事』についても併せてここで扱う。

## 概要
前作『スケバン刑事』の好評を受けて制作されたシリーズ第二弾。1985年10月に東映東京制作所を吸収した、東映東京撮影所第二企画製作部が制作。東映不思議コメディーシリーズ第1弾から制作所プロデューサ―だった植田泰治がプロデューサーとして参加している。「鉄仮面」「梁山高校」「青狼会」「信楽老」のキーワードから分かるように、原作第2部がベースとなっているものの、内容的にはアクションドラマ要素が大幅に加味されたテレビ用オリジナルとなっている。
パート2の制作に当たり、スタッフは単純に主役を交代させるのみならず“二代目麻宮サキを襲名させる”ことで、かつての仮面ライダーシリーズが1号・2号と人気を伸ばした展開と同様の手法を採った。またアクションスタッフ、演出スタッフもライダーシリーズを思わせる描写を行ったことから、本作は「仮面ライダーの正当な後継者」とも言える内容となった。このシリーズ以降、「麻宮サキ」はコードネームとして引き継がれている。「おまんら、許さんぜよ」など、主人公の使う土佐弁での決めセリフは有名となった 。また本作品ではサキに二人の仲間が加わって三人組となり、その設定は次作『III』でも引き継がれることとなり、次作では三人組という設定がさらに発展し、主人公が三姉妹となっている。劇中ナレーションは来宮良子が担当。放送開始前の予告編では来宮のナレーションで「今、セーラー服は学園の戦闘服だ!」というコピーが用いられ、関連書籍のタイトルでも使用されている。
主演の南野陽子は「『陽子、学園モノが決まったよ』って告げられて、『金八先生』とか『ゆうひが丘の総理大臣』とか思い浮かべて、「やりたいです！」って即答したら『刑事モノ』だった（笑）」「東映の大泉撮影所に行ったら『うーん、顔にインパクトがないから、最初は隠しとこう』と言われて、鉄仮面を渡された（笑）」「展開には何の疑いも持たなかった。インド映画みたいに大真面目に取り組んでました。ただ『どうやって、顔を洗うんだろう？』とは思った（笑）」「当時『鬼龍院花子の生涯』がヒットしていたから、土佐弁になった。まだ関西弁が抜け切れてなかったので、実際に高知県の人が見たら激怒するレベル（笑）」などと述べている。
和田によると、番組制作サイドからは原作を離れるという通知があったものの、実際にできあがった作品としては「常に孤独でありながら、自分のためでなく他人のために戦う」サキ本来の生き様や、敵と戦って友や仲間を得ていく部分など、このシリーズが原作のイメージに一番近いという。「陽子のイメージはサキそのもの」「自分がいち視聴者として学生時代に観ていたら、夢中になっていた」と絶賛している。
プロデューサーの岡正は、『水戸黄門』の助さん・格さんを登場させたいと語っており、前作には登場しなかった仲間たちが登場することとなった。
出演レギュラーに当時の現役おニャン子クラブ在籍者がいたことから、他の現役メンバーも2本のサブタイトル回をはじめとして多数ゲスト出演した。

## 登場人物

### 主要人物
五代陽子（ごだい ようこ、2代目麻宮サキ）
演 - 南野陽子（少女時代：片桐尚美）
本作品の主人公で、本名は早乙女志織（さおとめ しおり）。1968年5月21日生まれ。東京都世田谷区在住。身長：160cm、体重：45kg。スリーサイズ B：80cm W：56cm H：82cm。梁山高校2年B組→3年B組。初代麻宮サキと同レベルの力を持ち、テクニック面ではやや上回る。初代同様、敵の目の前にヨーヨーを投げた後、組み込まれている桜の代紋（旭日章）を見せて「鉄仮面に顔を奪われ、十（とお）と七とせ、生まれの証しさえ立たんこの私（あてぇ）が何の因果か警察（マッポ）の手先」で始まる名乗りの口上を行うが、名乗りの部分は省略されることが多い。
次回予告では「おまんら、許さんぜよ!」（第1話 - ）、「おまんら、気合入れんかい!」（第18話 - ）で締める。
高知県土佐青柳高校出身。土佐では、四国全体のスケバングループから“スケバン鉄仮面”として恐れられていた。幼い時から鉄仮面を被らされ、小・中・高と仮面のままで通学する。その背景には、鎌倉の老人の息がかかっていることから鉄仮面での通学を余儀なくされた経緯がある（鉄仮面の設定に関するエピソードは補足を参照）。麻宮サキを失ったことから暗闇指令の組織が次期・スケバン刑事候補を選抜中、部下である西脇によって2代目麻宮サキ候補として紹介され、目を付けられる。暗闇指令からの特命刑事の勧誘や西脇からの再三の要請にも頑なに拒否していたが、スケバン刑事になることで父親の死の真相や鉄仮面を被せた人物の謎が解明されるという西脇の言葉を信じ、重合金のヨーヨーと黒皮の手袋を受け取り、2代目スケバン刑事 麻宮サキ襲名を決意した。カワサキ・GPZ400Rに搭乗している。
生まれてからずっと高知の田舎で過ごしていたせいか、都会の世間的な風俗にはかなり疎い。設定上は運動神経抜群だが、演じる南野は運動がまったく苦手だったため、腕立て伏せのシーンでは身体をワイヤーで吊ってもらいながら撮影した。なお、後ろ姿は前作の斉藤由貴に続き大野剣友会の高木政人が吹き替えている。
エンディングでは一貫して「麻宮サキ」とクレジットされており、ナレーションでも登場人物からもそう呼ばれているが、初代との混同を防ぐことと本名を名乗るのは全ての事件が解決した後であるため、本稿では彼女については初期からの仮名である「五代陽子」と表記することにする。
重合金ヨーヨー
初代麻宮サキより譲り受けた重合金製のヨーヨー。内閣機密調査室により開発された。学生による特命刑事の身分証明として桜の代紋が付けられており、任務にあたってはこれを武器として戦う。五代陽子がヨーヨーを投げる威力は、アンダースロー232キロ、オーバースロー248キロ、サイドスロー253キロであり、常人の力を遥かに超越している。
撮影に使用されたヨーヨーはアクション用とアップ用の二種類が存在する。アクション用は手に持つだけの時に使われるチェーンを巻いたものと、ヨーヨーを回転させる時に使うタコ糸を巻いたものがあり、市販の競技用ヨーヨーを改造して製作されている。アクション用は一回の撮影で5個ほどが破損するため、シリーズ全話を通して数百個が製作された。アップ用は画面映えを重視するためコンパクトを二つ合わせて作られており、片側が開閉可能となっている。アップ用は初代、二代目、三代目と共通のものが使用されている。
二刀流ヨーヨー
16話の西脇との対決を経て編み出された重合金ヨーヨーの二刀流。16話のデューク南郷や37話の甲冑武者、42話の信楽老など強敵との戦闘で使用された。
スケバンキック
仮面ライダーの必殺技、ライダーキックに相当する技。6話のハヤト1号との戦いなど、お京・雪乃とのダブル、トリプルで繰り出されるパターンもある。24話ではサキが西脇を下着泥棒と間違えて、この技をお見舞いした。
新超密度合金製ヨーヨー
劇場版で登場。重合金ヨーヨーの4倍の重量をもち、16倍の破壊力がある。威力がある反面使用者に対する衝撃が大きく、10投以上すると肩と腕の筋肉が破壊され再起不能となる。そのため使用には60%までの衝撃を吸収することのできる専用のパッドを装着する必要がある。新型ヨーヨーのアクションについてはアクション指導の岡田勝へ相談の上、南野陽子自身により考案された。尚、このヨーヨーを投げる際のポーズが、南野の楽曲『楽園のDoor』の振り付けに流用されている。
矢島雪乃（やじま ゆきの）
演 - 吉沢秋絵
第2話より登場。財閥の総帥令嬢。袱紗と琴の爪（山田流）を武器に使用。和傘を併用することもある。梁山高校に転校する前に陽子が潜入した桐の葉学園で出会う。陽子を慕い、後に梁山高校に転校してくる。古武術の達人で、薙刀を武器に戦ったこともある。好きな飲み物はカルピス。
- 演じる吉沢秋絵は、学業との両立が困難になってきたため、目を患って入院するという設定にして一時戦線離脱していたが、後半復帰している。なお吉沢は『夕やけニャンニャン』内「アイドルを探せ スケバン刑事パートIIスペシャル」で2代目麻宮サキとして選ばれ、おニャン子クラブ加入とともに本作品への出演が決まったが、フジテレビ側プロデューサーの岡正が番組企画のアイデアをまとめたメモでは、『夕やけニャンニャン』のオーディションを経てサキの助っ人役を決定するという方法が当初から検討されていた。これについてフジテレビ側プロデューサーの前田和也は次のように述べている。

| パート2で相楽晴子とか吉沢秋絵とかは、『夕やけニャンニャン』の笠井さんっていうプロデューサーと、宣伝のことも含めて、『スケバン刑事』の主役募集ということでやって「おニャン子クラブ」からひとり選ぶのはどう？って。番宣ブームアップのことで考えた。世代的に、女子高生で一緒だから、そこから主役になるっていう話題作りをやりたかったわけ。完全にパート2は世界がパート1から離れちゃったから、3人出てもかまわないだろうって。 |

また、岡によると2代目スケバン刑事の候補にはアイドル歌手、CFモデル、新人女優など数十名の名前が挙がっていたものの、主役は最初から南野陽子に決めていたと語っている。南野に決めたのは会った瞬間にこれだと閃くものがあったからだという。吉沢がおニャン子クラブに加入する以前の企画段階で、南野をサキ役とした第1話のプロットが書かれている。前述の前田も、『少年マガジン』のグラビアを見て主役は南野で行こうと岡や脚本の橋本以蔵と相談したと述べている。東映側のプロデューサーである中曽根千治も、DELUXEマガジンで初めて見た時から主役は南野陽子だと心に決めて、半ば強引にキャスティングしたと述べている。
中村京子（なかむら きょうこ）
演 - 相楽ハル子
通称「ビー玉のお京」、第3話より登場。その名の通り、ビー玉を武器に使用。礫として使う他、大量にばら撒いて追手を転ばせたりもしている。ショートカットで、目つきが鋭い。新宿生まれ。下町育ちの典型的な江戸っ子気質で、面倒見が良い姉御肌。家族はおらず、一人暮らしをしている。3人の子分がいる。転校してきた陽子に齧っていた林檎を投げつけるが、後ろを向いたまま受けられた挙句に片手で握りつぶされて驚愕する。その後陽子と対決の後に実力を認めて親友となる。キャラクター設定においては緋牡丹博徒シリーズの女ヤクザ"緋牡丹のお竜"がイメージされている。

### 暗闇機関
西脇（にしわき）
演 - 蟹江敬三
原作の「ムウ＝ミサ」がモデル。元刑事の暗闇機関腕利きエージェントで、陽子の父・早乙女七郎とは友人でもあった。盟友との約束を頑なに守り、信楽老の圧力に世の中の全てが敵となった時でも、ただ一人陽子を護り続けた。また前作の神、次作の依田とは異なり物語（劇場版含む）の最後まで生存している。表の顔は、梁山高校のさえない教師（頭髪やスーツはヨレヨレで、レンズが厚い眼鏡を着用。また、生徒たちに対しては敬語を用いており、生徒たち曰く「何をやっても怒らない」らしい）で、陽子たちのクラスの担任をしている。教師姿でも指令を下すことはあり、その際も陽子に対しては基本的に敬語を用いているが、普段（エージェント姿）は普通の口調で陽子に指令を下す。雪乃やお京の担任でもあるが、本編では最後まで正体を見せることはなかった。しかし劇場版では普段の姿で彼女らとも接している。
エンディングのキャスト紹介（第16話以降）では、主演の南野陽子と同じ演出がなされた。
暗闇指令
演 - 長門裕之
前作より引き続きの出演。ただし本作品では前作のように自ら指令を発するシーンはないため、4話程度の出演。終盤、信楽老の圧力に屈し、陽子に特命刑事解任（麻宮サキの名前の使用禁止）と命令違反による制裁と逮捕を通告するも、後から来た西脇に妨害される。その後圧力に屈したことを悔い、陽子の攻撃で虫の息の信楽老に止めを刺した。前作、次作と異なり最終回にも出演している。

### 矢島家
宮本（みやもと）
演 - 鎌田功
矢島家に仕える雪乃のお抱え運転手。

### 梁山高校
上原丈（うえはら じょう）〈梁山高校新聞部員〉
演 - 小野寺丈
梁山高校2年B組の生徒で陽子のクラスメート。新聞部部長で三人組のリーダー的な存在。
高田大介（たかだ だいすけ）〈梁山高校新聞部員〉
演 - 内藤典彦
梁山高校2年B組の生徒で陽子のクラスメート。新聞部に籍を置き、部長である上原をリーダーとして常に3人組でつるんで行動する。
中野（なかの）〈梁山高校新聞部員〉
演 - 横山浩
梁山高校2年B組の生徒で陽子のクラスメート。新聞部に籍を置き、部長である上原をリーダーとして常に3人組でつるんで行動する。

### 早乙女家
早乙女七郎（さおとめ しちろう）
演 - 宮内洋
陽子（志織）の父。考古学の権威でありながら、名の知れた武道家でもあった。鬼怒良（きどら）古墳の「ある」謎を解明したため、家族の命を狙われてしまう。家族を庇って信楽老の部下に殺害された。
五代道子（ごだい みちこ）
演 - 泉晶子
七郎の妻であり陽子（志織）の母。夫の遺志を継ぎ、鉄仮面を被せられた志織を連れて土佐でひっそりと暮らしていた。自らの境遇に負けず、清い心で真っ直ぐに生きるように陽子を常に諭して育てた。幼少期の陽子と恭志郎に、それぞれペンダントを渡している。死ぬ間際、陽子に「鉄仮面を外した時に、陽子の戦いが始まる」こと告げた。
源十郎（げんじゅうろう）
演 - 睦五朗
早乙女家の執事。長らく廃墟に監禁されていたが、恭志郎の画策によってひきあわされた陽子に救出される。

### 青狼会関係
信楽恭志郎（しがらき きょうしろう）
演 - 長島ナオト
クレジットでは「謎の美少年→影の総統」表記で、初期は常に顔の一部を隠していた。信楽老の養子で青狼会の総統。陽子の幼馴染でもあり、対のオルゴール内蔵ペンダントを持っている。XEKU（ゼクウ）という名でロック歌手として活動もしていた。心臓が弱くそのペースメーカーの調整をするため、17話で一時海外に渡り帰国後にその正体を現した。次第に信楽老に利用されていることに気づき、組織を裏切るも陽子との敵対心は変わらなかった。しかし信楽老配下のコマンド部隊の攻撃から陽子を庇った際、ペースメーカーに矢が命中し死んでいった。
美智雄（みちお）
演 - 津川俊之
青狼会の幹部で、影の総統が国外にいる間、指揮を任されていた。30話で総統に処刑される。
蘭丸（らんまる）
演 - 中林正智
恭志郎の弟として、信楽老にどこかから拾われ、育てられた青狼会の一員。最終話で信楽老を暗殺しようとするも逆に返り討ちにされ、爆死した。

### 鎌倉関係
信楽老（しがらきろう）
演 - 森塚敏
クレジットでは「鎌倉の老人」と表記。政治的権力を持ち、日本を影から操る化け物と言われている。早乙女教授の研究結果を奪い鬼怒良（きどら）の財宝で不老不死となろうとしたが、あと一歩のところで陽子（志織）によって妨害され虫の息になり、その後暗闇指令によって止めとして射殺される。
鬼界坊（きかいぼう）
演 - きくち英一
信楽老の部下。陽子に本名が早乙女志織であること、影の総統の名前が恭志郎であることを伝える。陽子から鉄仮面を奪うことに成功するも蘭丸に殺害されてしまう。

### 梁山連合関係
李麗香（リ・レイファ）
演 - 前田賀奈子（第8話）
私立セレーヌ女学園生徒。ヨコハマを仕切るスケバンで生まれ育ったヨコハマをこよなく愛する。学園では頭にヘアーバンドをつけており、普段は三つ編みに赤いチャイナ服を愛用している。赤いバラを武器とする。仲間が何者からか襲撃を受け、ヨコハマから去っていくのを黙認しながらも抵抗を続け、ヨコハマを守ろうとする。そのため、余所者に対しては冷たく、当初は陽子の加勢も拒絶していたが、陽子が正体不明の敵を暴き、倒したことで大きな借りが出来たとして協力を惜しまないことを伝える。その後、梁山連合が結成されたころ、青狼会の重要な拠点である関東第一支部を襲撃して重傷を負ったことが第35話で語られている。
平田たい子（ひらた たいこ）
演 - 吉田康子（第19話、第33話 - 第36話、劇場映画第一作にも登場）
千葉勝浦紅（くれない）組番長。何者かに闇討ちされたことから余所者である陽子とお京に嫌疑をかけ、お京を人質の交換条件として陽子に真犯人を探させる。地元・勝浦をこよなく愛し、普段は港の手伝いや青海苔かきを行なう。強情で意地っ張りの性格からか陽子とは「フグ」「タコ」と言い合う。八代亜紀の『おんな港町』を歌い、投げ鉤を武器とする。後に梁山連合に参加。陽子とともに青狼会と戦う。劇場版では、陽子たちと共に戦うために合流するが、そこをヘリコプターからの銃撃にあい負傷する。
加瀬コウジ
演 - 矢追幸宏（第22話、第23話、第33話 - 第36話）
白銅学園高校の不良。白銅高校の応援団長に頼まれ、白銅と梁山のバスケットボールの試合中、応援団の大団旗を掲揚する。この時に再会した陽子のそばにいたい一心で梁山高校に一時転校する。ただ、この転校は正式なものではなく、学籍はずっと白銅高校にあったようだ。後に梁山連合に参加し、陽子たちと共に青狼会と戦う。モデルは『BE-BOP HIGH SCHOOL』の加藤浩志で、23話のエピソードは「高校無頼派死闘篇」を下敷きにしたものである。
仲井テツ
演 - 渡辺浩行（第22話、第23話、第33話 - 第36話）
白銅学園高校の不良。白銅と梁山の応援合戦の際は鼓手を担当する。コウジと同様、陽子のそばにいたい一心で梁山高校に一時転校する。ただ、この転校は正式なものではなく、学籍はずっと白銅高校にあったようだ。後に梁山連合に参加し、陽子たちと共に青狼会と戦う。モデルは加瀬コウジと同様『BE-BOP HIGH SCHOOL』の中間徹である。
伊集院要（いじゅういん かなめ）
演 - 柴田時江（第30話、第33話 - 第36話）
共領女子学園生徒会長。学園にやってきた陽子の話を聞き、全国の女生徒会長たちを集めた集会への潜入捜査への協力（要になりかわって陽子が集会に参加すること）を了承する。後に梁山連合に参加し、陽子たちと共に青狼会と戦う。
工藤美紀（くどう みき）
演 - 鈴木亜紀子（第33話 - 第36話）
近畿にある麗心女学園生徒会長。ナメラの術にとりつかれた陽子に襲われるが、その様子から陽子が操られているにすぎないことに気づき、後からやってきたお京と雪乃に解毒剤の入った壺を持ってくる。その後、梁山連合に参加し、陽子たちと共に青狼会と戦った。

## スタッフ
- 企画 - 岡正（フジテレビ）、植田泰治
- 脚本 - 土屋斗紀雄、橋本以蔵、杉村のぼる、戸田博史、山中伊知郎
- 音楽 - 新田一郎
- 監督 - 田中秀夫、大井利夫、坂本太郎、前嶋守男
- 主題歌
  - 吉沢秋絵 with おニャン子クラブ「なぜ?の嵐」（フォーライフ・レコード）（第1話 - 第15話）
  - 南野陽子「悲しみモニュメント」（CBS・ソニー）（第16話 - 第32話）
※37話では挿入歌として使用
  - 南野陽子「風のマドリガル」（CBS・ソニー）（第33話 - 第42話）
- 挿入歌
  - 南野陽子「さよならのめまい」（CBS・ソニー）（第1話 - 第15話、29話、36話、41話）
  - 吉沢秋絵「季節はずれの恋」（フォーライフ・レコード）（第18話 - 第24話、27話、29話）
※EDには16話からクレジットされているが、実際に劇中で使用されるのは18話から。
  - 相楽ハル子「ヴァージン・ハート」（CBS・ソニー）（第25話 - 第42話）
※EDにクレジットされるのは26話からだが、実際に劇中で使用されるのは25話から。「季節はずれの恋」と共に42話までクレジットされているが使用されない回も多かった。
  - 南野陽子「花びらの季節」「恥ずかしすぎて」（CBS・ソニー）（第23話）
※ノンクレジット
- 撮影 - 奥村正祐、池田健策、林迪雄、大町進、村上俊郎
- 助監督 - 前嶋守男、武田秀雄、竹内英孝
- アクションクリエーター - 岡田勝、上田弘司
- プロデューサー - 前田和也（フジテレビ）、中曽根千治、手塚治
- 制作 - フジテレビ、東映

## 放送日程
| 各話                                                           | 放送日         | サブタイトル                                | 脚本                  | 監督     | 視聴率 |
| -------------------------------------------------------------- | -------------- | ------------------------------------------- | --------------------- | -------- | ------ |
| 第1話                                                          | 1985年11月07日 | 登場! 謎のスケバン鉄仮面                    | 土屋斗紀雄            | 田中秀夫 | 14.5%  |
| 第2話                                                          | 11月14日       | カンフー学園を叩け!                         | 橋本以蔵              | 田中秀夫 | 13.4%  |
| 第3話                                                          | 11月21日       | 参上! ビー玉のお京                          | 土屋斗紀雄            | 大井利夫 | 13.8%  |
| 第4話                                                          | 11月28日       | 戦いの鐘は12時に鳴る                        | 橋本以蔵              | 大井利夫 | 12.0%  |
| 第5話                                                          | 12月05日       | 秀才ドラフト会議をつぶせ!                   | 土屋斗紀雄            | 田中秀夫 | 13.5%  |
| 第6話                                                          | 12月12日       | なぜ? の嵐! 鉄仮面の謎                      | 橋本以蔵              | 田中秀夫 | 14.3%  |
| 第7話                                                          | 12月19日       | 二代目サキはクリスチャン!?                  | 橋本以蔵              | 大井利夫 | 12.4%  |
| 第8話                                                          | 12月26日       | おニャン子vs謎のDJ                          | 戸田博史              | 大井利夫 | 08.4%  |
| 第9話                                                          | 1986年01月09日 | おニャン子クラブ全員集合!!                  | 土屋斗紀雄            | 大井利夫 | 15.3%  |
| 第10話                                                         | 1月16日        | 雪乃、涙の純愛物語です                      | 土屋斗紀雄            | 田中秀夫 | 14.1%  |
| 第11話                                                         | 1月23日        | ベールをぬいだ影の総統                      | 土屋斗紀雄            | 田中秀夫 | 14.0%  |
| 第12話                                                         | 1月30日        | ビー玉お京の子守歌                          | 戸田博史              | 坂本太郎 | 14.0%  |
| 第13話                                                         | 2月06日        | 白銀の決闘! スキー場は大パニック            | 杉村のぼる            | 坂本太郎 | 13.6%  |
| 第14話                                                         | 2月13日        | 危うしサキ! 恐怖の刺客七人衆                | 土屋斗紀雄            | 大井利夫 | 14.5%  |
| 第15話                                                         | 2月20日        | 雪乃重傷!? サキ怒りの逆襲                   | 土屋斗紀雄            | 大井利夫 | 16.0%  |
| 第16話                                                         | 2月27日        | 悲しみの弾丸! サキ撃たれる                  | 橋本以蔵              | 田中秀夫 | 16.7%  |
| 第17話                                                         | 3月06日        | 迷走! 暗殺カー! 影の総統を消せ              | 土屋斗紀雄            | 田中秀夫 | 15.8%  |
| 第18話                                                         | 3月13日        | サキ、男子校入学!? ツッパリ・ハイスクール!! | 戸田博史              | 前嶋守男 | 15.1%  |
| 第19話                                                         | 3月20日        | 海辺の死闘! サキvsサーファー軍団            | 橋本以蔵              | 田中秀夫 | 16.6%  |
| 第20話                                                         | 3月27日        | 愛と悲しみのビー玉勝負                      | 土屋斗紀雄            | 前嶋守男 | 14.3%  |
| 第21話                                                         | 4月03日        | おニャン子クラブが危機一発                  | 土屋斗紀雄            | 田中秀夫 | 16.7%  |
| 第22話                                                         | 4月10日        | ああ! 怪力サキの花の応援団長                | 橋本以蔵              | 大井利夫 | 13.7%  |
| 第23話                                                         | 4月17日        | サキ命です! ツッパリコンビの大熱愛          | 橋本以蔵              | 大井利夫 | 15.4%  |
| 第24話                                                         | 5月08日        | 疑惑のサキ! お前は人を殺したのか            | 橋本以蔵              | 田中秀夫 | 14.2%  |
| 第25話                                                         | 5月15日        | 恐怖からの脱出! サキは二度死ぬ              | 橋本以蔵              | 田中秀夫 | 14.8%  |
| 第26話                                                         | 5月29日        | お京vsお京!? 闇に出没! 謎の仮面女           | 橋本以蔵              | 大井利夫 | 16.2%  |
| 第27話                                                         | 6月05日        | 雪乃復活! 暗くなるまで待てない              | 土屋斗紀雄            | 大井利夫 | 11.1%  |
| 第28話                                                         | 6月12日        | 打倒サキ! 女子中学生ツッパリ組              | 土屋斗紀雄 山中伊知郎 | 田中秀夫 | 13.6%  |
| 第29話                                                         | 6月26日        | 特別編 戦いの日々に愛を見た                 | 橋本以蔵              | 大井利夫 | 13.7%  |
| 第30話                                                         | 7月10日        | 第二部 激動編! 帰って来た影の総統           | 橋本以蔵              | 田中秀夫 | 12.7%  |
| 第31話                                                         | 7月17日        | サキ失神! 秘孔を突かれる                    | 土屋斗紀雄            | 大井利夫 | 12.1%  |
| 第32話                                                         | 7月24日        | 決死の戦い! ウラ秘孔を突け                  | 土屋斗紀雄            | 大井利夫 | 15.4%  |
| 第33話                                                         | 7月31日        | 変身! 邪悪の少女サキ                        | 橋本以蔵              | 田中秀夫 | 11.6%  |
| 第34話                                                         | 8月07日        | キバ少女サキ! 雪乃・京子を襲う              | 橋本以蔵              | 田中秀夫 | 12.4%  |
| 第35話                                                         | 8月14日        | 今明かされる!! 恐るべき鉄仮面の謎           | 土屋斗紀雄            | 大井利夫 | 12.9%  |
| 第36話                                                         | 8月21日        | 奪われた鉄仮面! サキに明日はあるか          | 土屋斗紀雄            | 大井利夫 | 14.5%  |
| 第37話                                                         | 8月28日        | 黒バラ館の男・父上は生きていた!?            | 橋本以蔵              | 大井利夫 | 14.6%  |
| 第38話                                                         | 9月04日        | 暴かれたサキと総統の出生の秘密              | 橋本以蔵              | 大井利夫 | 19.0%  |
| 第39話                                                         | 9月11日        | 天と地が鳴り合う時 鉄仮面が動き出す         | 土屋斗紀雄            | 田中秀夫 | 13.3%  |
| 第40話                                                         | 9月25日        | 悲しみのサキ 総統、愛のために死す           | 土屋斗紀雄            | 田中秀夫 | 16.7%  |
| 第41話                                                         | 10月16日       | 壮烈! サキ、雪乃、お京 最後の戦い           | 橋本以蔵              | 田中秀夫 | 14.4%  |
| 最終話                                                         | 10月23日       | 少女鉄仮面伝説・完 さらば2代目サキ          | 橋本以蔵              | 田中秀夫 | 19.1%  |
| 平均視聴率 14.3%（視聴率はビデオリサーチ調べ、関東地区・世帯） |                |                                             |                       |          |        |

## 放送局
系列は当時のもの
| 対象地域       | 放送局         | 系列                                         | 放送日時                  | 備考   |
| -------------- | -------------- | -------------------------------------------- | ------------------------- | ------ |
| 関東広域圏     | フジテレビ     | フジテレビ系列                               | 木曜 19:30 - 20:00        | 制作局 |
| 北海道         | 北海道文化放送 | フジテレビ系列                               |                           |        |
| 青森県         | 青森テレビ     | TBS系列                                      | 月曜 - 木曜 16:00 - 16:30 | [ 27 ] |
| 岩手県         | 岩手放送       | TBS系列                                      | 月曜 - 木曜 16:07 - 16:35 | [ 29 ] |
| 秋田県         | 秋田テレビ     | フジテレビ系列 テレビ朝日系列                |                           |        |
| 山形県         | 山形テレビ     | フジテレビ系列                               |                           |        |
| 宮城県         | 仙台放送       | フジテレビ系列                               | 木曜 19:30 - 20:00        |        |
| 福島県         | 福島テレビ     | フジテレビ系列                               | 木曜 19:30 - 20:00        |        |
| 山梨県         | 山梨放送       | 日本テレビ系列                               |                           |        |
| 新潟県         | 新潟総合テレビ | フジテレビ系列                               |                           |        |
| 長野県         | 長野放送       | フジテレビ系列                               |                           |        |
| 静岡県         | テレビ静岡     | フジテレビ系列                               |                           |        |
| 富山県         | 富山テレビ     | フジテレビ系列                               | 木曜 19:30 - 20:00        |        |
| 石川県         | 石川テレビ     | フジテレビ系列                               | 木曜 19:30 - 20:00        |        |
| 福井県         | 福井テレビ     | フジテレビ系列                               | 木曜 19:30 - 20:00        |        |
| 中京広域圏     | 東海テレビ     | フジテレビ系列                               |                           |        |
| 近畿広域圏     | 関西テレビ     | フジテレビ系列                               |                           |        |
| 島根県・鳥取県 | 山陰中央テレビ | フジテレビ系列                               |                           |        |
| 岡山県・香川県 | 岡山放送       | フジテレビ系列                               | 木曜 19:30 - 20:00        |        |
| 広島県         | テレビ新広島   | フジテレビ系列                               |                           |        |
| 徳島県         | 四国放送       | 日本テレビ系列                               |                           |        |
| 愛媛県         | テレビ愛媛     | フジテレビ系列                               |                           |        |
| 高知県         | テレビ高知     | TBS系列                                      |                           |        |
| 福岡県         | テレビ西日本   | フジテレビ系列                               |                           |        |
| 佐賀県         | サガテレビ     | フジテレビ系列                               |                           |        |
| 長崎県         | テレビ長崎     | フジテレビ系列 日本テレビ系列                |                           |        |
| 熊本県         | テレビ熊本     | フジテレビ系列 テレビ朝日系列                |                           |        |
| 大分県         | テレビ大分     | フジテレビ系列 日本テレビ系列 テレビ朝日系列 |                           |        |
| 宮崎県         | テレビ宮崎     | フジテレビ系列 日本テレビ系列 テレビ朝日系列 |                           |        |
| 鹿児島県       | 鹿児島テレビ   | フジテレビ系列 日本テレビ系列                |                           |        |
| 沖縄県         | 沖縄テレビ     | フジテレビ系列                               |                           |        |

高知県では当初ネットされていなかったため、「ずいぶん古い高知弁が使われているのは当地でネットされていないからだ」と高知県出身者からの批判が絶えなかったという。
山口県ではテレビシリーズ3作中、本作品のみ放送されず、第1作と『III』をネットしていたテレビ山口はもとより、地元競合局である山口放送でも放送されなかった。

## 映像ソフト化
- ビデオ（VHS、セル・レンタル共通）は全11巻が東映ビデオよりリリースされている。
- LDは全11巻がCBS・ソニーよりリリースされている。
- 2004年7月21日から2005年3月21日にかけてDVDが東映ビデオより発売された。全4巻の各2枚組で各巻10話（Vol.4のみ11話）収録。
- Blu-rayはHDリマスター版として、東映ビデオより全2巻のBOX仕様でリリースされている。BOX1は2025年12月3日に発売され、第1話から第21話を収録。BOX2は2026年3月11日に発売され、第22話から第42話を収録。各巻3枚組で、全巻にわたりブックレット（初回特典）などの封入特典が予定されている。

| フジテレビ系 木曜19時台後半枠             | フジテレビ系 木曜19時台後半枠                                    | フジテレビ系 木曜19時台後半枠                                      |
| 前番組                                    | 番組名                                                           | 次番組                                                             |
| ----------------------------------------- | ---------------------------------------------------------------- | ------------------------------------------------------------------ |
| スケバン刑事 （1985年4月11日 - 10月31日） | スケバン刑事II 少女鉄仮面伝説 （1985年11月7日 - 1986年10月23日） | スケバン刑事III 少女忍法帖伝奇 （1986年10月30日 - 1987年10月29日） |

## 劇場版
『スケバン刑事』のタイトルで、テレビシリーズ終了後にその後日談という形で製作された。1987年2月14日、東映系にて公開。『スケバン刑事』シリーズとしては初の映画化作品となる。放映中のテレビシリーズ第3作『スケバン刑事III 少女忍法帖伝奇』のキャラクターも登場し、2代目サキ（陽子）と3代目サキ（風間唯）の共演などが話題となった。企画当初は初代麻宮サキ(斉藤由貴)も登場予定であったが、諸事情により出演が見送られた。
劇中後半では2代目サキが4倍の重量、16倍の破壊力を持つ「究極のヨーヨー（新超密度合金製ヨーヨー）」を使用する。この武器は使用者にも大きな負担が伴うという諸刃の剣となっており、2代目サキが自らも傷つきながら強大な敵と戦うシーンが見せ場となっている。BGMはこの作品のために新たに作曲されたもののほか、歴代テレビシリーズからのものも使用されている。同時上映は台湾映画『カンフーキッド/好小子』。主演の南野陽子が第42回毎日映画コンクールスポニチグランプリ新人賞を受賞した。

### 登場人物（劇場版）
主要人物は#登場人物を参照。
服部
演 - 伊武雅刀
三晃学園（地獄城）の校長。その正体は5年前に国防省でクーデターを起こした北時宗。クーデターに失敗し、暗闇指令により追い詰められた際に、爆死したと思われていたが実は生きており、地獄城を設立して、学生を殺人兵器として洗脳し再びクーデターを企てる。その正体はサイボーグであり、戦闘中に剥離した皮膚から金属製の内部が露出した。メカ部分のデザインは出渕裕。戦闘能力は非常に高く体中の至るところに武器を持ち、ヌンチャクを使用して立ち向かう2代目サキを圧倒した。その後めぐみにより地獄城が炎上される中でサキと一騎討ちを展開。サキが電線にヨーヨーをつないだことで感電し顔の金属部が露出、炎上し爆発する地獄城とともに最期を迎えた。
加藤めぐみ
演 - 小林亜也子（現：森川あやこ）（映画オーディション優勝者）
喜久男の妹。サキたちと共に地獄城に向かうが、実は情報を漏らせば喜久男を助けるという条件の下でサキたちに同行したスパイであった。しかし廃人にされた兄の姿を見て驚愕し、地獄城の武器庫に手榴弾を投げ込んで爆破する。サキと服部が一騎討ちをしている中、服部はサキに手から矢を放つが、その矢からサキを庇い死亡した。
萩原和夫
演 - 坂上忍
三晃学園の男子生徒。地獄城から脱出し、逃走している時にサキと出会い、その後、めぐみに喜久男が作ったマスコットを渡しに行く。サキたちがヘリコプターからの襲撃をうけた際に盾となり、銃撃を受けて死亡する。
加藤喜久男
演 - 杉本哲太
三晃学園の男子生徒。和夫とともに地獄城から脱出し逃亡する途中に足を怪我したため和夫と別れ、電話ボックスに入ってめぐみに連絡しようとしたところを、男たちに取り囲まれて襲われ、連れ戻される。その後、教頭である香坂により、地下治療室でロボトミー手術を施されて廃人にされる。めぐみにより地下から救出され、その後は他の生徒たちに助けられ地獄城から脱出した。
風間 唯
演 - 浅香唯
3代目スケバン刑事・麻宮サキ。地獄城攻略に向かう2代目サキたちのために暗闇指令が助っ人として差し向けた。お京からは「3代目」と呼ばれる。
風間 結花
演 - 大西結花
風間 由真
演 - 中村由真
唯の姉たち。ラストシーンにのみ登場し、唯を迎える。
黒幕
演 - 内藤武敏
服部をバックアップする政界の大物。終盤に暗闇指令により、計画が少女たちによって破られたことを聞かされ自決する。サキたちに最後までその存在を知られることはなかった。
※作者の和田慎二も「ヨーヨー売りのおじさん」役で冒頭にカメオ出演している。

### スタッフ（劇場版）
- 監督 - 田中秀夫
- 脚本 - 橋本以蔵、土屋斗紀雄
- 主題歌 - 南野陽子「楽園のDoor」（CBSソニー）
- 撮影 - 大町進
- 助監督 - 伊与田一雄、井上隆、道木広志
- 製作 - 東映、フジテレビ

### 影響
南野陽子の人気が急上昇していた1986年12月21日に、本作品のテレホンカード付きの前売り券一万枚を売り出すと即日完売。これに驚いた岡田茂東映社長が、南野の映画デビューはまだ一ヵ月半も先だったが、東映で南野の二作目、三作目の映画製作を決めた。加東康一は「大スターになるには一度映れば消えるテレビでなく、持続性のある映画でヒットを出さなければいけません。吉永小百合や薬師丸ひろ子は一作目で資質が認められ二作目で主演した。南野の場合、東映の社長自身によって、二作目三作目の指令が出ているわけです。吉永や薬師丸とそっくりの道を歩き出したんです。しかも彼女は一作目から主役なんです」と評し、当時の映画の影響力がそこまであったか分からないが、本作品は大ヒットした。封切り初日の朝、丸の内東映には男の子95%、ほとんど男子中高校生が押し寄せ、急遽、洋画系の地下の東映パラスを『スケバン刑事』に切り換えた。東映はテレビと映画の「スケバン刑事」で南野の売り出しに貢献した。南野の映画二作目として製作された『はいからさんが通る』も併映が『ビー・バップ・ハイスクール 高校与太郎狂騒曲』だったこともあって大ヒットした。三作目として林葉直子原作の『とんでもポリスは恋泥棒』を決定したが、イメージの違いから南野が拒否。また、これととどちらが先か分からないが1988年の春先に『魔法使いサリー』を実写化して、南野に合わせてサリーを20歳前後に設定を変える2012年の松竹『映画 ひみつのアッコちゃん』に似たプロットを持つ映画が1988年夏のお盆作品として公開が決定と報じられたが、これも製作されなかった。結局『菩提樹 リンデンバウム』が製作され9億円のヒットを記録し企画変更の影響はなかった。アイドルと女優をしっかり両立させたという意味で、『BOMB』は南野を「アイドル女優路線の先駆的存在」と評価している。しかし超売れっ子で仕方のない部分はあるが、あまりに南野中心のスケジュールに他の役者が共演を嫌がり、また病気を理由に南野が撮影を休んだりし、東映のスタッフが南野との仕事を嫌がるようになった。東映のドル箱スターを手離すのは惜しかったが、やむなく東映は南野の映画はしばらく作らないことを決めた。これを受け、松竹が南野の映画を企画したがこれも製作されなかった。いろいろあったが、人気が落ち着いた1990年代に東映は再び南野の映画を作った。特に1992年の『私を抱いてそしてキスして』は南野の持ち込み企画とされ、アイドルの持ち込み企画が映画化とされるというレアケースであった。南野は思い出の場所として大泉の東映東京撮影所を時折訪れる。撮影が立て込むはときは家に帰らず、東京撮影所に寝泊りしていたという。

### 評価
当時、キネマ旬報誌上でコラムを連載していた小林信彦は、公開当時の状況について次のように記している。

### テレビ放送
- 1988年2月5日、フジテレビ系列の『金曜おもしろバラエティ』枠で放送された[51]（19:00 - 20:54）。

## ゲーム
青狼会との戦いをゲーム化したアクションアドベンチャーゲーム。会話や謎解きを行うアドベンチャーゲームパートに、横スクロールアクションを絡めて展開される。終盤は3Dダンジョンをクリアして信楽老とのラストバトル、という流れである。またこの3Dダンジョンでは、初代サキが敵キャラクターとして登場する。

## パチンコ
- CRびっくりぱちんこスケバン刑事（京楽産業.、2011年11月発売）

## 補足
- 二代目麻宮サキ 五代陽子（演：南野陽子）の設定では「顔を見られると命を狙われるとの理由から小さいころに母親から鉄仮面を被せられて17歳ごろまで一度も外すことなく暮らしてきた」とされる。だが、視聴者からは「じゃ10年ぐらい顔も髪の毛も洗ったことがないのか、それであんなキレイな顔・髪の毛に成長するわけない」と指摘されることも多く、放送当時の『週刊少年ジャンプ』の読者投稿コーナー『ジャンプ放送局』などでもネタにされた。製作側は「それではヴィジュアル的にまずいだろう」と判断し、初めて鉄仮面を外されるシーンを撮影したとのこと。
- 主演の南野は、初主演となるこの仕事が決まったときにたいそう喜んだが、「鉄仮面をかぶっている」という設定を知るや「『中の人』か…」とひどく落胆したという。
- 西脇役を演じた蟹江敬三は当初「子ども向けのドラマか」と軽い気持ちで本作品に参加したが、西脇役を演じるうちに作品内容や役柄に対してどんどん本気になってしまった（『カレセン-枯れたおじさん専科』インタビューより）。

### 本作のパロディ・オマージュ
- 1987年4月7日放送の『とんねるずのみなさんのおかげです』(火曜ワイドスペシャル版)内のパロディコントに南野陽子が麻宮サキ役で出演。木梨憲武とのコンビで石橋貴明(映画版に登場した服部がモデル)と対決した。
- 1988年放送のコント番組『志村けんのだいじょうぶだぁ』内のパロディコント「スゲェーババア刑事」[52]において、志村けんが「135代目スケバン刑事・志村けん子」を、「ビー玉のお京」をいしのようこ、「袱紗のお雪」を松本典子がそれぞれ演じた。
- 1990年放送のフジテレビ系ドラマ『あいつがトラブル』第14話にて、南野陽子演じる美咲刑事に対し、同僚刑事役のうじきつよしが手でヨーヨーを投げる仕草をしながら「スケバン…」と呟くシーンがある。
- 2009年8月7放送のテレビ朝日系ドラマ『メイド刑事』第6話で南野が暴力団組長の役で客演した際、和服姿で当時のヨーヨーアクションと「おまんら許さんぜよ!!」のセリフを再現した。そもそも上述作品は『スケバン刑事』シリーズへのオマージュと位置づけられていたのと、主演の福田沙紀も麻宮サキにちなんで名前を命名されたという経緯があったため。
- 2013年10月23日TBSテレビで放送されたドラマ『SPEC〜零〜』において、五代陽子に似た風貌で土佐弁を語りヨーヨーを武器にする少女「上野真帆」（演 - 川島海荷）が登場。彼女の母親「上野サキ」役として南野も写真出演した[53]。
- 2019年12月31日日本テレビで放送された『ダウンタウンのガキの使いやあらへんで!大晦日年越しSP 絶対に笑ってはいけない青春ハイスクール24時!』で、南野が二代目麻宮サキ役で仕掛人で登場し、途中で噛みながらも、当時の口上を披露した。また、鉄仮面姿のタイキック執行人として那須川天心が登場し、月亭方正にタイキックをお見舞いした[54]。

## 関連書籍
- 南野陽子 スケバン刑事II写真集 MEMOIRE 白泉社、雑誌67501-01
- 映画スケバン刑事写真集 愛のセーラー服戦士 バンダイ、ISBN 4-89189-378-8
- 「映画版 スケバン刑事 YOHKO MINAMINO (ヒットブックス3)」講談社、ISBN 4-06-177703-3
- 「B-CLUB・スペシャル-5 スケバン刑事研究 セーラー服は学園の戦闘服だ!」バンダイ、ISBN 4-89189-320-6
- 「B-CLUB・スペシャル-6 スケバン刑事II 少女鉄仮面伝説 完本シナリオ集」バンダイ、ISBN 4-89189-321-4